# Pound Puppies
Pound Puppies,  no Brasil como Os Cãezinhos do Canil   é uma  série de desenho animado estadunidense da década de 1980 produzido pela Hanna-Barbera.
No Brasil, o desenho fez sua estreia através do programa Xou da Xuxa na Globo, nas férias de julho de 1988, com o nome de Snif Snif, mas obteve maior popularidade quando passou a ser exibido no SBT, a partir da 2ª metade dos anos 90, já com o novo título Os Cãezinhos do Canil e com uma nova dublagem feita nos estúdios da Cinevídeo. No SBT, foi exibido nos programas Bom Dia e Cia e Sábado Animado, até o início da década de 2010. Foi também transmitido nos canais pagos Cartoon Network e Boomerang.

## História
Em 1985, a Hanna-Barbera fez um desenho animado especial com base na moda, sendo passado pelo canal ABC, logo após do filme Star Fairies.
Personagens de desenhos animados incluíam o líder Fonzie Cooler (Dan Gilvezan), a líder de torcida Bright Eyes (Nancy Cartwright), a bela sulista Nose Marie (Ruth Buzzi), o apto inventor pateta Howler (Robert Morse), e um novo personagem nomeado Whopper (BJ Ward), que geralmente mente muito.

## Personagens
- Medroso (Cooler) é o líder do grupo de cães que sempre levam cãezinhos que chegam ao seu canil para a adoção. Apesar do nome, ele é muito corajoso.
- Nose Marie é uma espécie de mãe do grupo. Está sempre preocupada com os afazeres do canil, principalmente cuidando dos filhotinhos.
- Olhos Brilhantes (Bright Eyes) é uma espécie de líder de torcida do grupo e ajuda seus amigos na adoção dos filhotes, sendo muito meiga e carinhosa. Seu nome vem do fato de seus olhos serem claros.
- Uivador (Howler) é um espécie de cientista maluco que adora inventar geringonças que ajudariam os cãezinhos, mas que poucas vezes dão certo. Sua aparência é inspirada em Harpo Marx dos Irmãos Marx.
- Sonhador (Whopper) é um cãozinho filhote, que está sempre "viajando" na imaginação. Ele imagina ser astronauta, cowboy e muitas outras coisas.
- Holly é sobrinha de Katrina, mas, muito diferente de sua tia, está sempre ajudando os cãezinhos a encontrarem lar para os filhotes. Nunca ficou especificado se ela é órfã ou não.
- Katrina Coração-de-Pedra (Katrina Stoneheart) é a vilã da história que, junto com sua filha e seu gato, tentam impedir qualquer ato de caridade dos cãezinhos e de sua sobrinha.
- Brattina Coração-de-Pedra (Brattina Stoneheart) é a filha de Katrina que é muito enjoada e quase tão má quanto a mãe. Sempre utiliza-se do seu bordão: "Mamãezinha querida!".
- Gato é o bicho de estimação de Katrina. Sempre ajuda a dona a descobrir o paradeiro dos cães. Embora nunca fale, tem uma risadinha infame. Ele nunca fala por alguma razão.

## Elenco de dubladores

### Personagens principais
- Adrienne Alexander: Brattina
- Ruth Buzzi: Nose Marie
- Pat Carroll: Katrina Stoneheart
- Nancy Cartwright: Bright Eyes (Olhos Brilhantes) / Burlap
- Peter Cullen: Captain Slaughter
- Ami Foster: Holly / Spats
- Dan Gilvezan: Cooler (Medroso)
- Robert Morse: Howler (Uivador)
- B.J. Ward: Whopper (Sonhador)
- Frank Welker: Catgut / Bloodhound / Terry's Father

### Outros personagens
- Barry Dennen: Pound Owner 1 (voz)
- Phillip Glasser: Terry (voz)
- Ernie Hudson: Police Officer (voz)
- Michael Lembeck: Newsreporter (voz)
- Ann Ryerson: Pound Owner 2 (voz)
- Leslie Speights: Carolyn's Mother (voz)
- Lauren-Marie Taylor: Carolyn (voz) (as Lauren Taylor)
- Marcelo Tubert: Puppy in Cage 4 (voz)
- Don Messick: Red Alert Pup (não-creditado)
- Rob Paulsen: King aka No-name (não-creditado)

## Dublagem Brasileira
- Duda Espinoza - Medroso
- Miriam Teresa - Nose Marie
- Clécio Souto - Uivador
- Priscila Amorim - Olhos Brilhantes
- Nair Amorim - Sonhador
- Carmem Sheila - Molly
- Sônia Ferreira - Katrina Coração de Pedra
- Christiane Louise - Bratina Coração de Pedra
- Estúdio: Cinevídeo
- Direção de dublagem: Hércules Franco

## Lista de episódios

### Temporada 1 (1986)
| #  | Título                                            | Estreia Original       | Prod.Code |
| -- | ------------------------------------------------- | ---------------------- | --------- |
| 1  | "[carece de fontes?]" "Bright Eyes, Come Home"    | 13 de setembro de 1986 | 333-221   |
| 2  | "Como Encontrar um Canil" "How to Found a Pound"  | 20 de setembro de 1986 | 333-223   |
| 3  | "[carece de fontes?]" "From Wags to Riches"       | 27 de setembro de 1986 | 333-234   |
| 4  | "[carece de fontes?]" "Snowbound Pound"           | 4 de outubro de 1986   | 333-235   |
| 5  | "[carece de fontes?]" "The Fairy Dogmother"       | 11 de outubro de 1986  | 333-237   |
| 6  | "[carece de fontes?]" "Whopper Cries Uncle"       | 18 de outubro de 1986  | 333-236   |
| 7  | "[carece de fontes?]" "In Pups We Trust"          | 25 de outubro de 1986  | 333-238   |
| 8  | "O Capitão e os Gatos" "The Captain and the Cats" | 1 de novembro de 1986  | 333-240   |
| 9  | "[carece de fontes?]" "Secret Agent Pup"          | 8 de novembro de 1986  | 333-239   |
| 10 | "[carece de fontes?]" "Wagga Wagga"               | 15 de novembro de 1986 | 333-241   |
| 11 | "[carece de fontes?]" "The Star Pup"              | 22 de novembro de 1986 | 333-242   |
| 12 | "Boas Festas" "Happy Howlidays"                   | 29 de novembro de 1986 | 333-243   |
| 13 | "[carece de fontes?]" "Ghost Hounders"            | 6 de dezembro de 1986  | 333-244   |

### Temporada 2 (1987)
| #  | Título | Estreia Original       | Prod.Code |
| -- | --- | ---------------------- | --------- |
| 14 | "[carece de fontes?] / O Pássaro Cão" "Whopper Gets the Point / The Bird Dog"                                | 26 de setembro de 1987 | 334-221   |
| 15 | "O Rabinho do Cãozinho / Rei Sonhador" "Tail of the Pup / King Whopper"                                      | 3 de outubro de 1987   | 334-223   |
| 16 | "Sujinho Fica Limpinho / Volte para Casa, Casey" "Tuffy Gets Fluffy / Casey, Come Home"                      | 10 de outubro de 1987  | 334-234   |
| 17 | "De Onde Vêm os Cãezinhos? / Cãezinhos em Fuga" "Where Do Puppies Come From? / Pups on the Loose"            | 17 de outubro de 1987  | 334-235   |
| 18 | "O Amigo Invisível / Tem Criança na Casa" "The Invisible Friend / Kid in the Doghouse"                       | 24 de outubro de 1987  | 334-237   |
| 19 | "[carece de fontes?] / [carece de fontes?]" "Little Big Dog / The Bright Eyes Mob"                           | 31 de outubro de 1987  | 334-236   |
| 20 | "Boa Noite, Amiguinhos / O Resgate" "Good Night, Sweet Pups / The Rescue Pups"                               | 7 de novembro de 1987  | 334-238   |
| 21 | "O Dia de Nose Marie / [carece de fontes?]" "Nose Marie Day / Snow Puppies"                                  | 14 de novembro de 1987 | 334-240   |
| 22 | "[carece de fontes?] / [carece de fontes?]" "Where's the Fire? / The Wonderful World of Whopper"             | 21 de novembro de 1987 | 334-239   |
| 23 | "Luzes Brilhantes, Olhos Brilhantes / Cachorro e Lagarta" "Bright Lights, Bright Eyes / Dog and Caterpillar" | 28 de novembro de 1987 | 334-241   |
| 24 | "[carece de fontes?]" "Garbage Night: The Musical"                                                           | 5 de dezembro de 1987  | 334-242   |
| 25 | "[carece de fontes?]" "Peter Pup"                                                                            | 12 de dezembro de 1987 | 334-243   |
| 26 | "Volte para casa Medroso" "Cooler, Come Back"                                                                | 19 de dezembro de 1987 | 334-244   |

## Nova versão da série
Em 10 de outubro de 2010, o canal The Hub exibe, nos Estados Unidos, a nova versão de Pound Puppies. Após permanecer fora do ar durante alguns meses por causa de problemas contratuais durante a produção, a série ganhou novos episódios. O último episódio foi exibido em 16 de novembro de 2013.
Os Filhotes da Prisão é baseado na mesma linha de brinquedos que deu origem ao primeiro desenho animado produzido em 1986 pela Hanna-Barbera Productions. A nova série é produzida pela Hasbro Studios, com animação produzida pela DHX Media (os primeiros episódios foram produzidos pela 9 Story Entertainment, que acabou abandonando o projeto).
O desenho animado conta com a produção executiva de Paul Germain (Rugrats, Os Simpsons, Hora do Recreio) e Joe Ansolabehere (Duckman, Hey Arnold!). No Brasil, foi dublado com o título Os Filhotes da Prisão e exibido pelo Discovery Kids.